# Aldo Arzilli
Aldo Arzilli (Piombino, 5 luglio 1912 – 26 gennaio 1973) è stato un politico italiano.

## Biografia
Esponente del Partito Comunista Italiano, fu eletto alla Camera in occasione delle elezioni politiche del 1968, ottenendo 27.802 preferenze; fu rieletto alle politiche del 1972 con 22.717 preferenze.
Muore durante il mandato parlamentare nel gennaio 1973 all'età di 60 anni; gli subentrerà Rosalia Vagli.